# جون غارلاند
جون غارلاند (بالإنجليزية: Jon Garland)‏ (و. 1979  م) هو لاعب كرة قاعدة، من الولايات المتحدة، يلعب كمرسل مطلق ‏.

## روابط خارجية
- جون غارلاند على موقع دوري كرة القاعدة الرئيسي (الإنجليزية)
- جون غارلاند على موقعبيزبول رفرنس.كوم (الدوري الرئيسي) (الإنجليزية)
- جون غارلاند على موقعبيزبول رفرنس.كوم (الدوري الثانوي) (الإنجليزية)
- جون غارلاند على موقع إي إس بي إن.كوم (أم.أل.بي) (الإنجليزية)
- جون غارلاند على موقع مشجعي الرسوم البيانية (الإنجليزية)